# Proshapalopus
Proshapalopus là một chi nhện trong họ Theraphosidae.

## Các loài
Chi này gồm các loài:
- Proshapalopus amazonicus Bertani, 2001
- Proshapalopus anomalus Mello-Leitão, 1923
- Proshapalopus multicuspidatus (Mello-Leitão, 1929)